# Bahnstrecke Hildesheim–Groß Gleidingen
| |                         |                                                           |                                                           |
| Streckennummer (DB): | 1772                    |                                                           |                                                           |
| Kursbuchstrecke (DB): | 313                     |                                                           |                                                           |
| Kursbuchstrecke: | 192a (1934) 207c (1946) |                                                           |                                                           |
| Streckenlänge: | 34,3 km                 |                                                           |                                                           |
| Spurweite: | 1435 mm (Normalspur)    |                                                           |                                                           |
| Streckenklasse: | D4                      |                                                           |                                                           |
| Stromsystem: | 15 kV, 16,7 Hz ~        |                                                           |                                                           |
| Streckengeschwindigkeit: | 160 km/h                |                                                           |                                                           |
| Zugbeeinflussung: | PZB                     |                                                           |                                                           |
| Zweigleisigkeit: | durchgehend             |                                                           |                                                           |
| |                         |                                                           |                                                           |
| \| \| \| von Nordstemmen \| \| \| \| 40,6 \| Hildesheim Hbf \| Hildesheim Hbf \| \| \| \| von Lehrte \| \| \| \| \| nach Goslar \| \| \| \| \| Bundesstraße 6 \| \| \| \| \| Bundesautobahn 7 \| \| \| \| 46,9 \| Bettmar \| Bettmar \| \| \| 52,9 \| Garbolzum \| Garbolzum \| \| \| 58,1 \| Hoheneggelsen Hp \| Hoheneggelsen Hp \| \| \| 59,2 \| Hoheneggelsen \| Hoheneggelsen \| \| \| 63,7 \| Woltwiesche \| Woltwiesche \| \| \| \| Fuhse \| \| \| \| \| von Peine \| \| \| \| 66,7 \| Lengede-Broistedt \| Lengede-Broistedt \| \| \| 67,2 \| Broistedt (Awanst) \| Broistedt (Awanst) \| \| \| \| nach Salzgitter \| \| \| \| 70,5 \| Alvesse \| Alvesse \| \| \| \| Stichkanal Salzgitter \| \| \| \| \| von Hannover \| \| \| \| 74,9 \| Groß Gleidingen \| Groß Gleidingen \| \| \| \| \| \| \| \| \| zu den Stahlwerken Salzgitter und ehem. nach Wolfenbüttel \| \| \| \| \| \| \| \| \| \| nach Braunschweig \| \| |                         |                                                           |                                                           |
| Strecke |                         | von Nordstemmen                                           | von Nordstemmen                                           |
| Bahnhof mit S-Bahn-Halt | 40,6                    | Hildesheim Hbf                                            | Hildesheim Hbf                                            |
| Abzweig geradeaus und nach links |                         | von Lehrte                                                | von Lehrte                                                |
| Abzweig geradeaus und nach rechts |                         | nach Goslar                                               | nach Goslar                                               |
| Strecke mit Straßenbrücke |                         | Bundesstraße 6                                            | Bundesstraße 6                                            |
| Strecke mit Straßenbrücke |                         | Bundesautobahn 7                                          | Bundesautobahn 7                                          |
| ehemaliger Dienststation / Betriebs- oder Güterbahnhof | 46,9                    | Bettmar                                                   | Bettmar                                                   |
| ehemaliger Bahnhof | 52,9                    | Garbolzum                                                 | Garbolzum                                                 |
| Haltepunkt / Haltestelle | 58,1                    | Hoheneggelsen Hp                                          | Hoheneggelsen Hp                                          |
| Dienststation / Betriebs- oder Güterbahnhof | 59,2                    | Hoheneggelsen                                             | Hoheneggelsen                                             |
| Haltepunkt / Haltestelle | 63,7                    | Woltwiesche                                               | Woltwiesche                                               |
| Brücke über Wasserlauf |                         | Fuhse                                                     | Fuhse                                                     |
| Strecke · Strecke von links |                         | von Peine                                                 | von Peine                                                 |
| Haltepunkt / Haltestelle · Strecke | 66,7                    | Lengede-Broistedt                                         | Lengede-Broistedt                                         |
| Abzweig geradeaus und nach links · Abzweig geradeaus und von rechts | 67,2                    | Broistedt (Awanst)                                        | Broistedt (Awanst)                                        |
| Strecke quer · Kreuzung geradeaus unten · Strecke nach rechts |                         | nach Salzgitter                                           | nach Salzgitter                                           |
| ehemaliger Haltepunkt / Haltestelle | 70,5                    | Alvesse                                                   | Alvesse                                                   |
| Brücke über Wasserlauf |                         | Stichkanal Salzgitter                                     | Stichkanal Salzgitter                                     |
| Strecke · Strecke von links |                         | von Hannover                                              | von Hannover                                              |
| Dienststation / Betriebs- oder Güterbahnhof · Dienststation / Betriebs- oder Güterbahnhof | 74,9                    | Groß Gleidingen                                           | Groß Gleidingen                                           |
| |                         |                                                           |                                                           |
| Strecke quer · Abzweig geradeaus, nach rechts und von rechts · Strecke |                         | zu den Stahlwerken Salzgitter und ehem. nach Wolfenbüttel | zu den Stahlwerken Salzgitter und ehem. nach Wolfenbüttel |
| |                         |                                                           |                                                           |
| Strecke · Strecke |                         | nach Braunschweig                                         | nach Braunschweig                                         |

Die Bahnstrecke Hildesheim–Groß Gleidingen ist eine 34 km lange Hauptbahn in Niedersachsen. Die zweigleisige und elektrifizierte Strecke verläuft quer durch die Braunschweig-Hildesheimer Lößbörde. Sie wurde 2012 zweigleisig ausgebaut, um die Vereinbarkeit zwischen Fern- und Nahverkehr zu verbessern.

## Geschichte
Hildesheim und Braunschweig hatten schon in den 1840er Jahren ihre Eisenbahnanschlüsse erhalten. Eine Direktverbindung über die damalige Staatsgrenze zwischen dem Königreich Hannover und dem Herzogtum Braunschweig war jedoch zumindest in Hannover nicht erwünscht. Der Ost-West-Verkehr lief über Lehrte und Kreiensen, Hildesheim war nur nach Lehrte im Norden und mit einer Stichstrecke zum Bahnhof Nordstemmen an die Hannöversche Südbahn angeschlossen.
Nach der Annexion Hannovers durch Preußen änderte sich dies langsam. Die Hannover-Altenbekener Eisenbahn baute die Weserbahn und verlängerte diese 1875 mit der Bahnstrecke Hildesheim–Goslar nach Südosten. Damit war Hildesheim an den Ost-West-Verkehr angeschlossen. Für die Direktverbindung nach Braunschweig musste erst der Eisenerzabbau im Nordharzraum zunehmen. Am 16. August 1888 wurde der Abschnitt von Hildesheim nach Hoheneggelsen eröffnet, am 1. Februar 1889 folgte der Rest der Strecke bis Groß Gleidingen, von wo über die Bahnstrecke Hannover–Braunschweig die Stadt Braunschweig erreicht werden konnte. Vier Jahre später verkehrte der erste deutsche Durchgangszug, der D 31/32 zwischen Köln und Berlin, über die Strecke, da diese die kürzeste Verbindung darstellte.
Die Strecke blieb dennoch zweitrangig. Sie liegt tangential zu Hannover, hinzu kam bis 1960 der alte Braunschweiger Bahnhof, der als Kopfbahnhof den Durchgangsverkehr hemmte. Ab 1945 blockierte die Innerdeutsche Grenze den größten Teil des Verkehrs von Braunschweig nach Osten. Am 25. Mai 1976 wurde der elektrische Betrieb auf der Strecke aufgenommen.
Bei dem Bau der Schnellfahrstrecke Hannover–Würzburg wurde auch die Hildesheimer Schleife errichtet, um Hildesheim und Braunschweig in Richtung Süden anzuschließen. Seit 1991 fuhren Intercity-Züge von Frankfurt über Göttingen, Hildesheim, Braunschweig und Magdeburg nach Berlin. Diese wurden 1993 durch ICE abgelöst; seit 1998 nehmen sie östlich Braunschweig den Weg über die Weddeler Schleife und die Schnellfahrstrecke Hannover–Berlin. Der eingleisige Betrieb erwies sich als verspätungsanfällig. Im Bundesverkehrswegeplan 1992 und in seinem Nachfolger von 2003 ist eine Ausbaustrecke Löhne–Hameln–Hildesheim–Braunschweig enthalten, wobei unter anderem der durchgehend zweigleisige Ausbau vorgesehen war, der 2012 abgeschlossen wurde.
Der Abschnitt zwischen Hildesheim und Groß Gleidingen wurde zwischen 20. Juni und 12. September 2002 für eine Sanierung komplett gesperrt.

## Betrieb

### Fernverkehr
Die Strecke wird jeweils im Zweistundentakt von ICE der Linien 12 (Berlin–Braunschweig–Hildesheim–Kassel–Frankfurt (Main)–Mannheim–Basel) und 13 (Berlin–Braunschweig–Hildesheim–Kassel–Frankfurt (Main) Süd–Frankfurt (Main) Flughafen) befahren. Zudem wird sie als Umleitungs- und Entlastungsstrecke für die Bahnstrecke Hannover–Braunschweig genutzt.

### Regionalverkehr

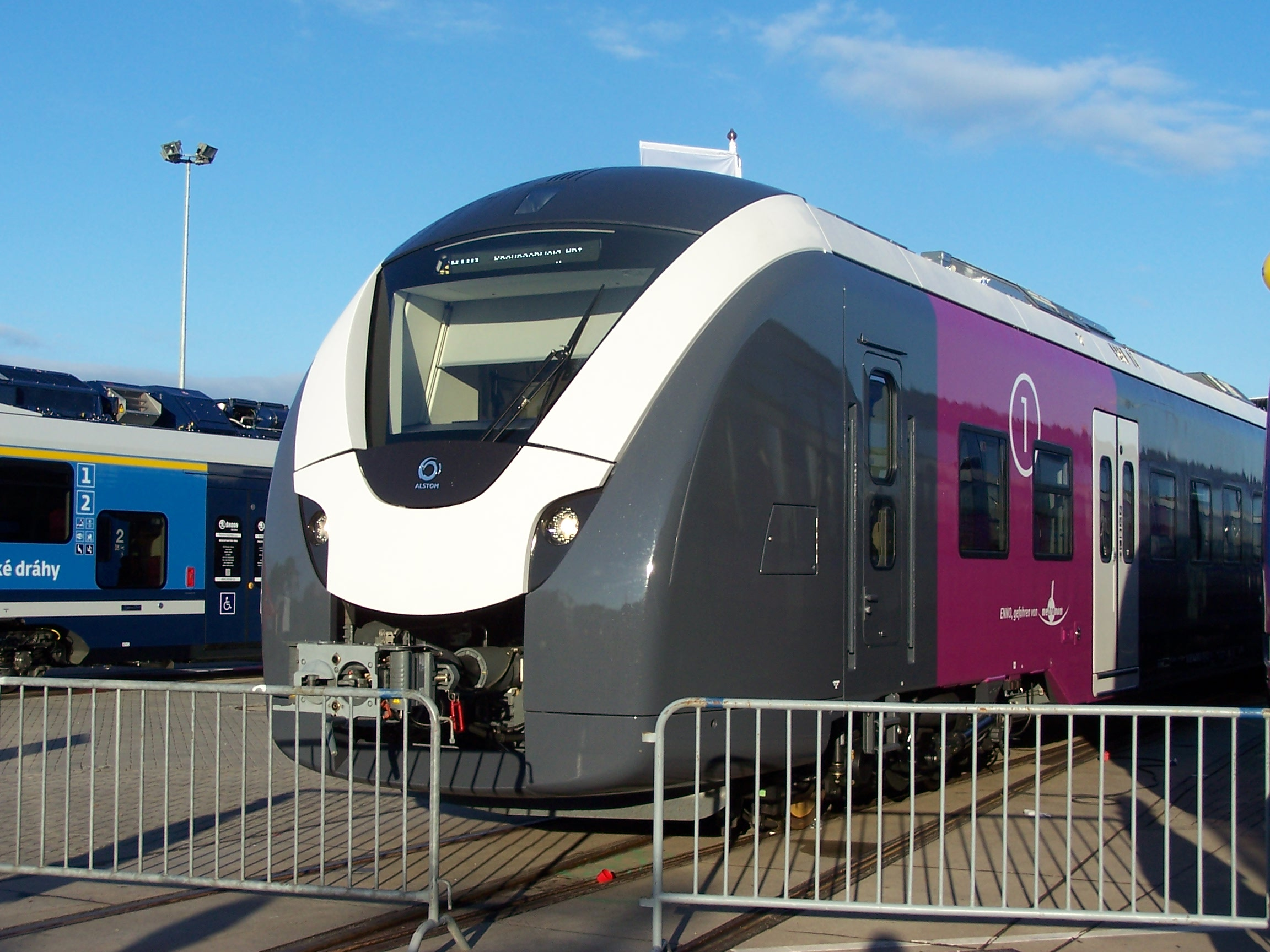
ENNO-Triebzug auf der InnoTrans 2014 in Berlin

Der Regionalexpress RE 50 verkehrt stündlich zwischen Hildesheim und Braunschweig und wird über die Weddeler Schleife nach Wolfsburg durchgebunden. Den Betrieb der als Teil des Elektronetzes Niedersachsen-Ost (ENNO) ausgeschriebenen Linie übernahm für eine Laufzeit von zehn Jahren die Metronom Eisenbahngesellschaft unter dem Markennamen „enno“. Eingesetzt werden 24 vierteilige Elektrotriebwagen vom Typ Coradia Continental des Herstellers Alstom, die der Zweckverband Großraum Braunschweig in einem eigenen Fahrzeugpool zur Verfügung stellt. In einer erneuten Ausschreibung wurde auch der Verkehrsvertrag von Dezember 2025 bis Dezember 2038 für dieses Netz an die Metronom Eisenbahngesellschaft vergeben.
Bis Dezember 2015 wurde der Regionalverkehr auf der Strecke durch die Deutsche Bahn durchgeführt. Das ursprünglich im Zweistundentakt verkehrende Angebot mit zusätzlichen Verdichtungen in der Hauptverkehrszeit musste im Dezember 2006 wegen der angespannten Finanzierungslage beim ZGB gekürzt werden. So verkehrten bis Dezember 2015 montags bis freitags neun, samstags sechs und sonntags fünf Zugpaare. Das Angebot war zwar weiterhin vertaktet, allerdings wies der Fahrplan mehrere Bedienungslücken von drei Stunden auf. Zum Einsatz kamen bis zum Jahr 2012 n-Wagen, die mit Lokomotiven der Baureihe 143 bespannt waren. Zwischen 2012 und 2015 kamen Dieseltriebwagen der DB-Baureihe 628 zum Einsatz.
Nach dem Ausbau der Strecke konnte zum Fahrplanwechsel 2012 die Fahrzeit von 43 Minuten auf 33 Minuten verringert werden. Im Fahrplanjahr 2019/20 beträgt die Fahrzeit 27 Minuten.

## Zweigleisiger Ausbau für 160 km/h
Im Frühjahr 2000 prüfte das Bundesverkehrsministerium Pläne, die Achse Braunschweig – Hameln – Löhne als Güterverkehr-Südumfahrung des Knotens Hannover zweigleisig auszubauen. Die Strecken sollten anschließend Hauptachse für den Güterverkehr in Ost-West-Richtung werden. Eine Entscheidung wurde bis 2002 erwartet. Die Planfeststellungsbeschlüsse für den drei Abschnitte und insgesamt 34 km umfassenden zweigleisigen Ausbau wurden am 14. November 2001, 12. Dezember 2001 und 24. Februar 2002 wirksam.
Ende 2007 wurde mit der Klärung der Finanzierung ein Durchbruch für das Projekt des zweigleisigen Ausbaus erzielt. Der Bund sollte demnach für den zweigleisigen Ausbau 80 Millionen Euro finanzieren, das Land mit 40 Millionen Euro den Rest der Gesamtsumme. Vorgesehen war der Ausbau der Strecke für eine Höchstgeschwindigkeit von 160 km/h statt bisher 140 km/h. Im Januar 2009 gab der Bund bekannt, 131 Millionen Euro der Gesamtinvestitionen von 139 Millionen Euro zu übernehmen. Die Bauarbeiten sollten im Sommer 2009 beginnen und Ende 2012 abgeschlossen werden. Daneben beteiligten sich das Land Niedersachsen und die Deutsche Bahn an der Finanzierung.
Mitte Dezember 2008 schrieb schließlich die Deutsche Bahn den zweigleisigen Ausbau auf einer Länge von 34 Kilometern aus. Das Paket umfasste ein Auftragsvolumen von 100 Millionen Euro (netto). Am 20. Januar 2009 wurde die Finanzierungsvereinbarung für den Ausbau geschlossen. Am 23. Januar 2009 sollte dann der symbolische erste Spatenstich stattfinden. Allerdings schrieb die Deutsche Bahn die Arbeiten erst Mitte Juli 2009 aus, wobei der zu vergebende Bauauftrag von November 2009 bis Ende Dezember 2012 läuft.
Mit dem Ausbau wurde schließlich am 18. Januar 2010 begonnen. Die Gesamtkosten für den Ausbau wurden nunmehr mit 140 Millionen Euro angegeben.
Im Oktober 2011 wurde der Abschnitt zwischen Hildesheim und Hoheneggelsen in Betrieb genommen. Die feierliche Inbetriebnahme des zweiten Streckengleises fand am 5. November 2012 statt. Der Investitionsanteil des Bundes wurde dabei mit 137 Millionen Euro angegeben. Nach dem Abschluss von Restarbeiten konnte der zweigleisige Betrieb zum Fahrplanwechsel am 9. Dezember 2012 aufgenommen werden. Durch den Wegfall von Wartezeiten und die höhere Streckengeschwindigkeit verkürzt sich die Reisezeit im Nahverkehr um bis zu zehn Minuten, im Fernverkehr um zwei Minuten. Neben dem Neubau von 34 Kilometer Gleis wurden 19 Eisenbahnbrücken verbreitert, zwei Straßen- und eine Eisenbahnbrücke ersetzt sowie eine neue Eisenbahnbrücke über den Stichkanal Salzgitter errichtet. Drei neue elektronische Stellwerke in Bettmar, Hoheneggelsen und Lengede-Broistedt steuern nun den Streckenabschnitt.

## Bilder

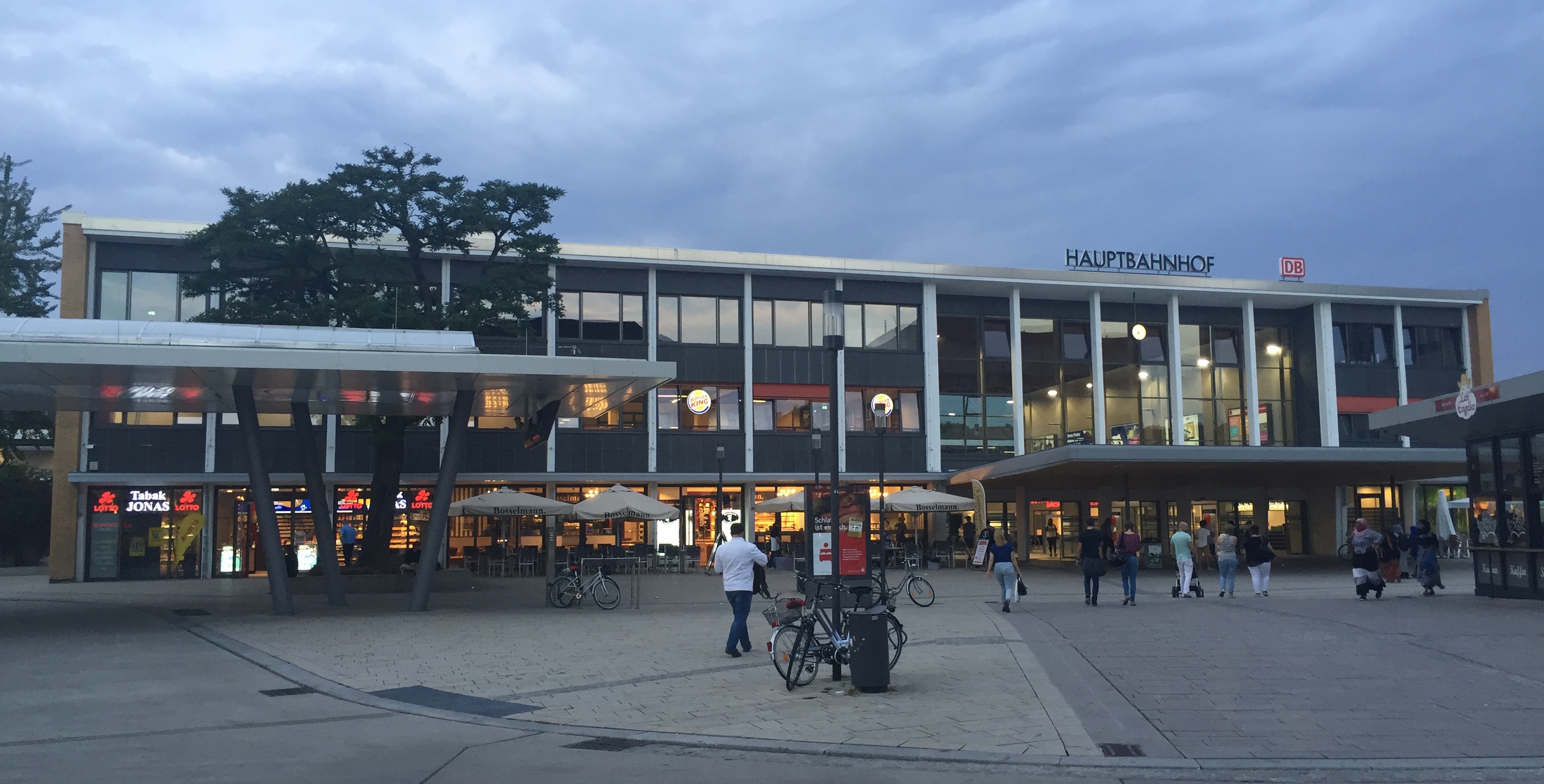
Der Hildesheimer Hauptbahnhof
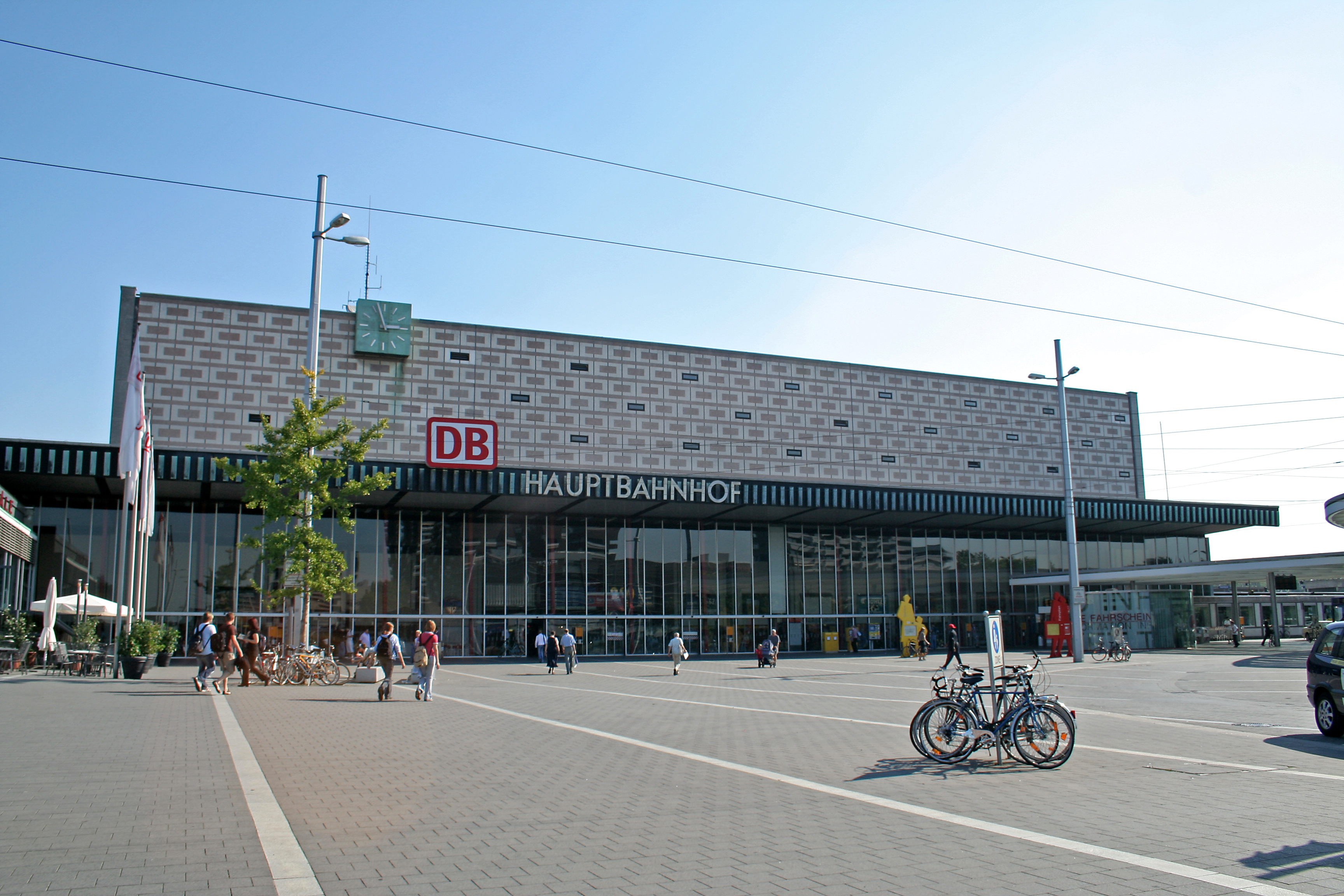
Der seit 1960 angefahrene, neue Braunschweiger Hauptbahnhof